# Ferndale (Oregon)
Ferndale az Amerikai Egyesült Államok Oregon államának Umatilla megyéjében, az Oregon Route 11 és az Oregon Route 339 közelében, a washingtoni államhatártól nem messze elhelyezkedő önkormányzat nélküli település.

## Története
A gyümölcsfeldolgozó termékeit a Walla Walla Valley Railway vasútvonalán szállították.

## Oktatás
Az általános iskola fenntartója a Milton–Freewateri Közös Tankerület.

## Fordítás
- Ez a szócikk részben vagy egészben  a   Ferndale, Oregon című angol Wikipédia-szócikk ezen változatának fordításán alapul.  Az eredeti cikk szerkesztőit annak laptörténete sorolja fel. Ez a jelzés csupán a megfogalmazás eredetét és a szerzői jogokat jelzi, nem szolgál a cikkben szereplő információk forrásmegjelöléseként.